# Az ENSZ Iparfejlesztési Szervezete
Az ENSZ Iparfejlesztési Szervezete (angolul United Nations Industrial Development Organization, UNIDO; francia és spanyol nyelvterületen ONUDI) az ENSZ egyik szakosított szerve. Székhelye Bécs, Ausztria.

## Áttekintés
A szervezet elsődleges célja az ipari fejlődés támogatása és gyorsítása a fejlődő és az átalakuló gazdasággal rendelkező országokban. 
Az UNIDO kormányokkal, üzleti és egyéni vállalatokkal összefogva leginkább a fejlődő országokban tevékenykedik. Fő területei az iparosítási politika és statisztika, beruházás és technológiai támogatás, ipari versenyképesség és kereskedelem, magángazdaságok fejlődése, mezőgazdasági üzemek, megújuló energiaforrás és klímaváltozás, a Montreáli megállapodás és a környezetmenedzselés.
Az UNIDO-t 1965-ben hozta létre bécsi székhellyel az ENSZ, és 1985 óta speciális ügynöksége. 
2004-ben megalapította az UNIDO Jószolgálati Nagykövetséget. 

## Az UNIDO vezérigazgatói[1]
- 1985 – 1992 Domingo L. Siazon (Fülöp-szigetek)
- 1993 – 1997 Mauricio de Maria y Campos (Mexikó)
- 1998 – 2005 Carlos Alfredo Magariños (Argentína)
- 2005 – 2013 Kandeh Yumkella (Sierra Leone)
- 2013 – Li Yong (Kína)

## Tények és mutatók
2004-ben a szervezetnek 171 tagállama volt. A központban és 30 irodájában 650 dolgozót foglalkoztat. Ezen kívül a különféle projektek lebonyolításához évente világszerte 1850 ember munkáját veszi igénybe.